# Heilige Maria in het Capitool

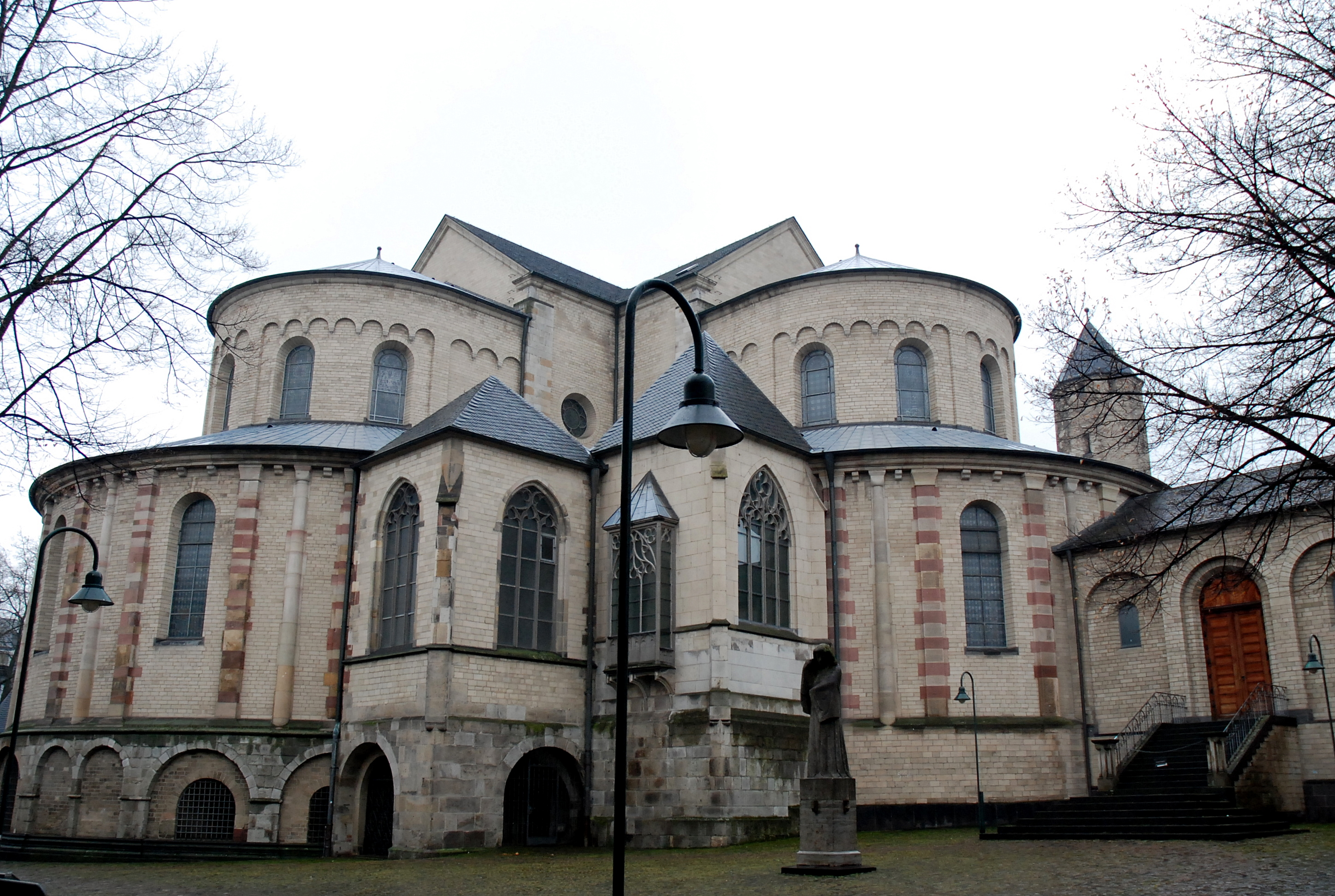
De Heilige Maria in het Capitool vanuit het noordoosten

De Heilige Maria in het Capitool (St. Maria im Kapitol) is een vroegromaanse basiliek in de Duitse stad Keulen. Het bouwwerk werd tijdens bombardementen in de Tweede Wereldoorlog bijna volledig verwoest en tussen 1956 en 1984 herbouwd, waarbij het in zijn vroegromaanse staat werd teruggebracht.

## Geschiedenis en exterieur
De toevoeging in het Capitool wijst erop dat op deze plaats in de zuidoosthoek van het Romeinse Keulen een Romeins capitool of tempelcomplex heeft gestaan. Op initiatief van Plectrudis, de gemalin van Pepijn van Herstal, werd hier omstreeks 690 een eerste kerk gebouwd, waarbij zich in de 10de eeuw een vrouwenstift vestigde. In het midden van de 11e eeuw werd de eerste kerk door abdis Ida en aartsbisschop Heribert vervangen door een nieuw kerkgebouw dat in 1049 werd ingewijd door paus Leo IX in het bijzijn van keizer Hendrik III.
De oostpartij van de basiliek kreeg een zogenaamd klaverbladkoor, waarbij de oostelijke afsluiting van de kerk aan drie zijden identiek is. De kerk was de eerste in Europa die een dergelijk koor bezat. Het principe heeft in en bij het Rijnland op verschillende plaatsen navolging gekregen, onder meer in Roermond, maar nergens bezitten de drie apsiden een omgang, zoals dat in St. Maria in het Capitool het geval is. Het klaverbladkoor wordt in verband gebracht met de vroeg-christelijke Geboortekerk in Bethlehem.
De arcade in de tribune aan de westkant van het schip is een verwijzing naar de keizerlijke paltskapel in Aken: abdis Ida en haar broer Heribert, de aartsbisschop van Keulen, onderstreepten hiermee hun keizerlijke afkomst: zij waren beiden kleinkinderen van keizer Otto II.
De crypte strekt zich uit onder het gehele klaverbladkoor en is de grootste van het Rijnland.
De kerk heeft een belangrijke rol in Keulen gespeeld: de aartsbisschop hield hier altijd eerst zijn preek bij Kerstmis.

## Interieur
Een in Mechelen vervaardigd renaissancedoksaal scheidt het koor van het schip. Van Plectrudis zijn er twee epitafen in het schip te zien. Verder zijn de houten deuren (rond 1060) met motieven van de menswording tot de verrijzenis van Jezus Christus, delen van het gebeente van een Groenlandse walvis die in Keulen Zint Märjensrepp (Heilige Mariarib) wordt genoemd en een 14e-eeuws crucifix of pestkruis dat in 1304 voor het doksaal stond opmerkelijk.

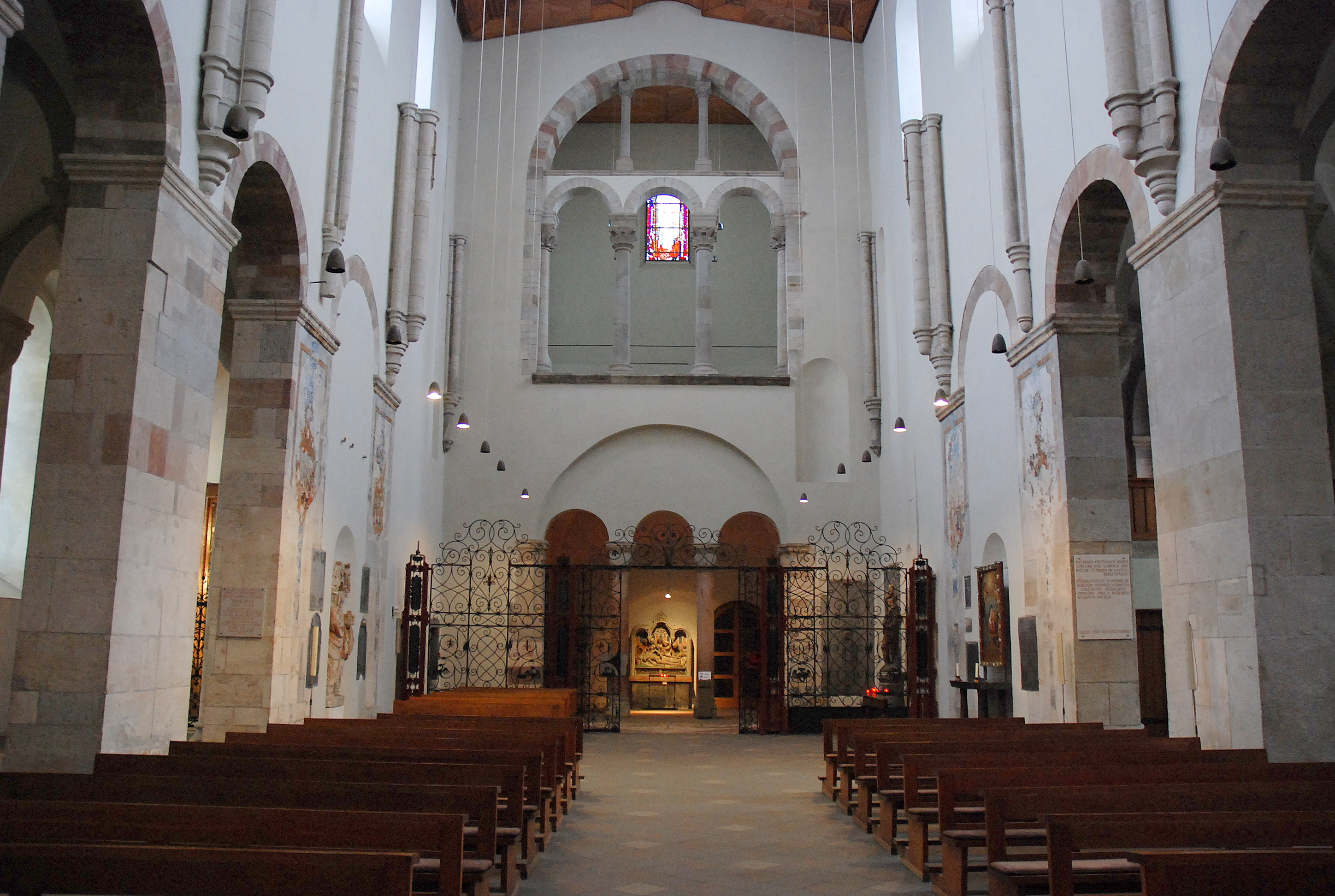
Het schip naar het westen
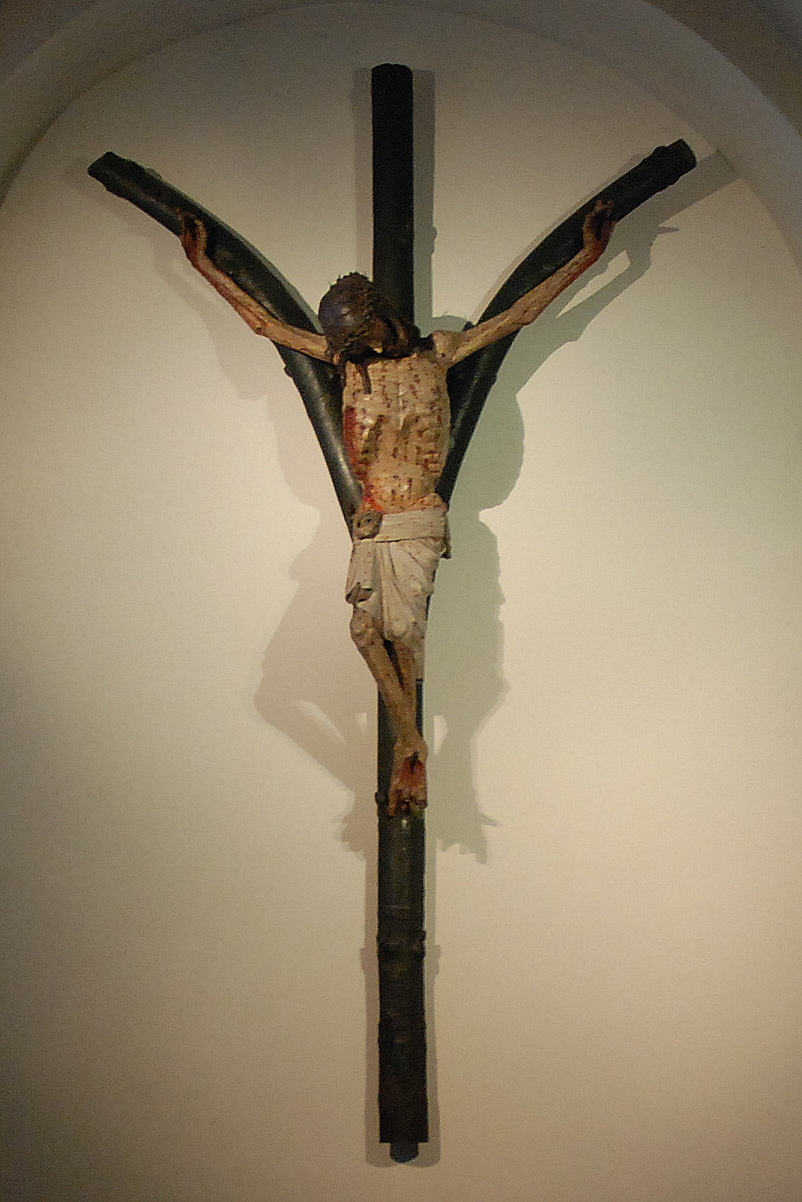
Het 14e-eeuwse crucifix
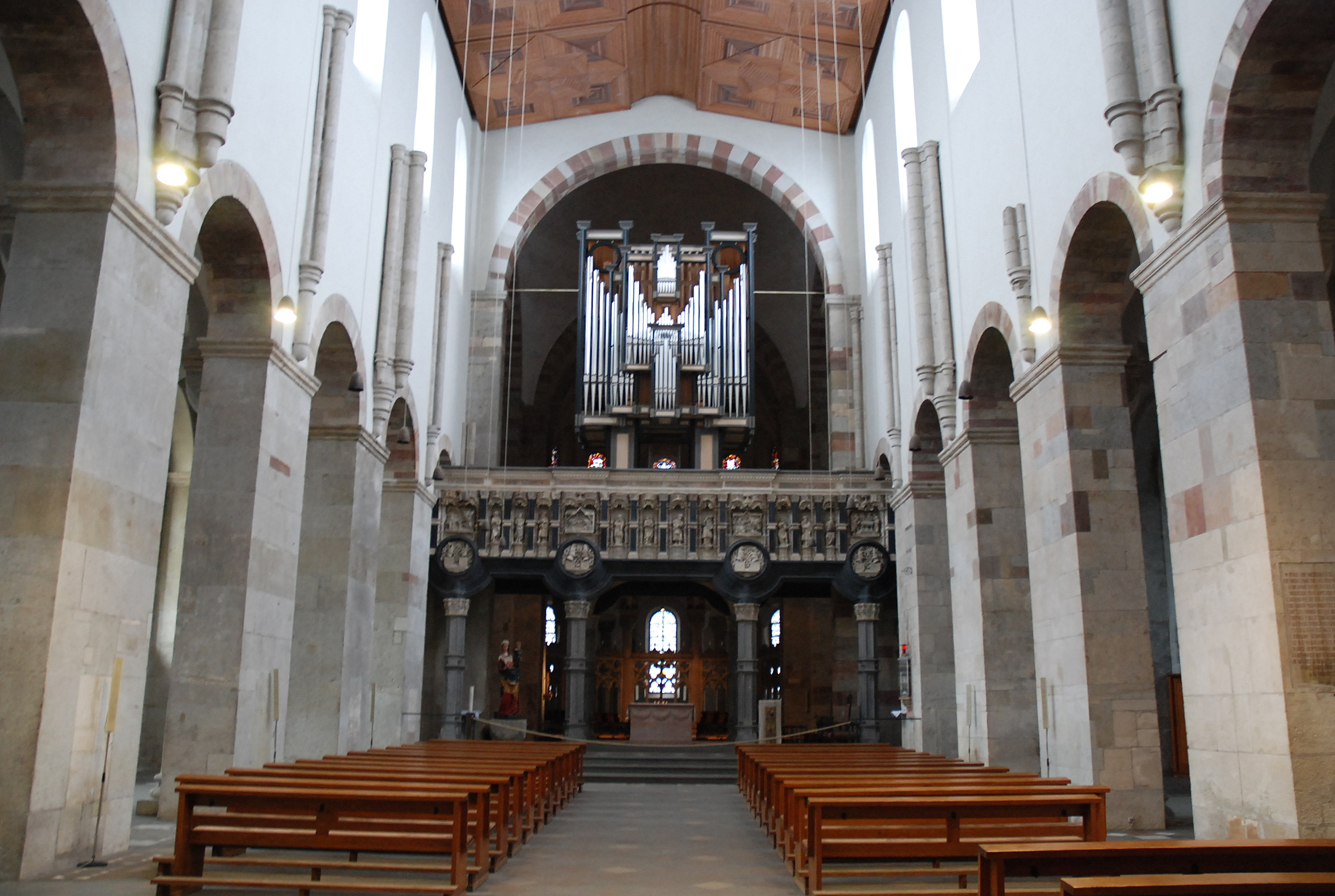
Het schip met doksaal
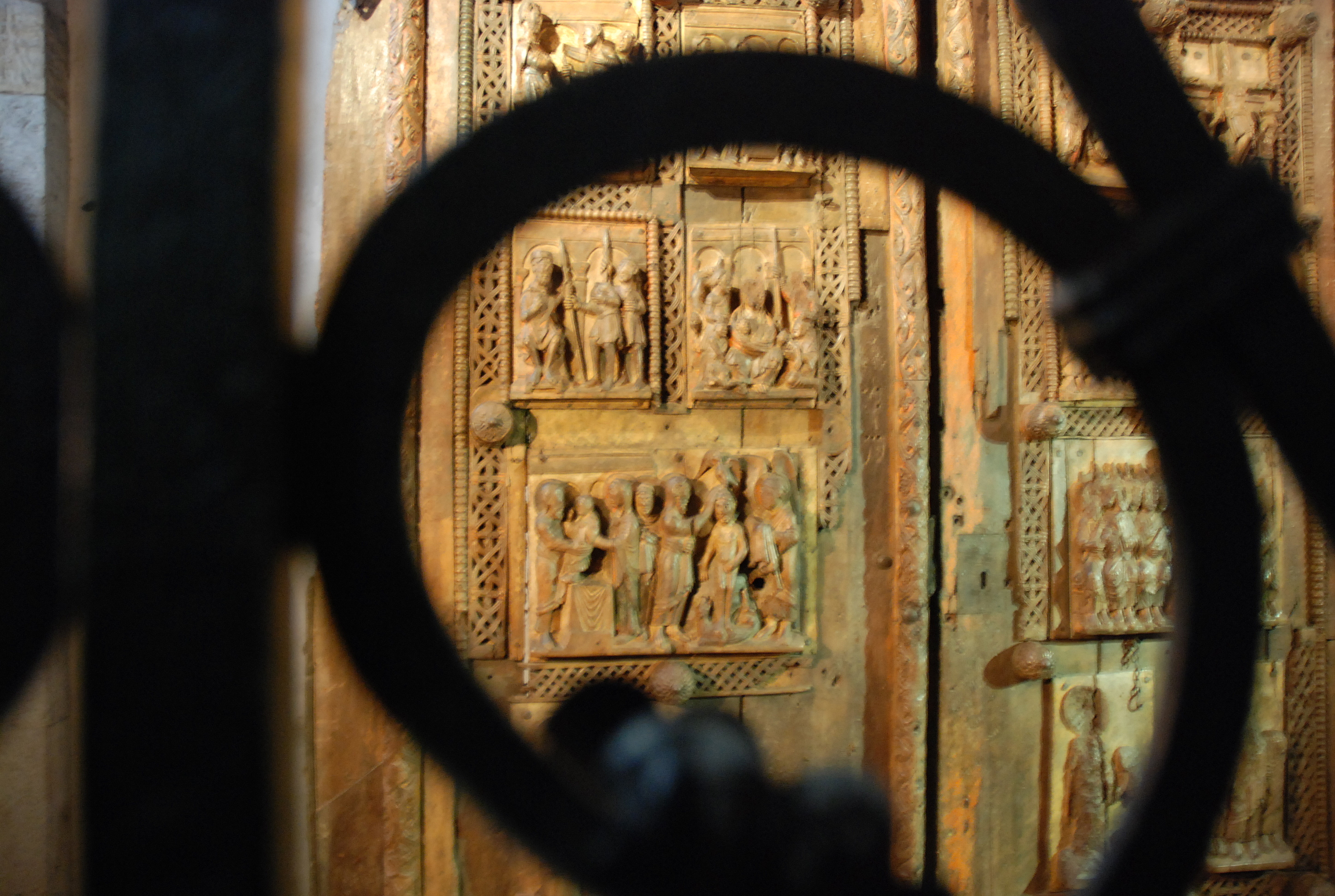
De houten deuren
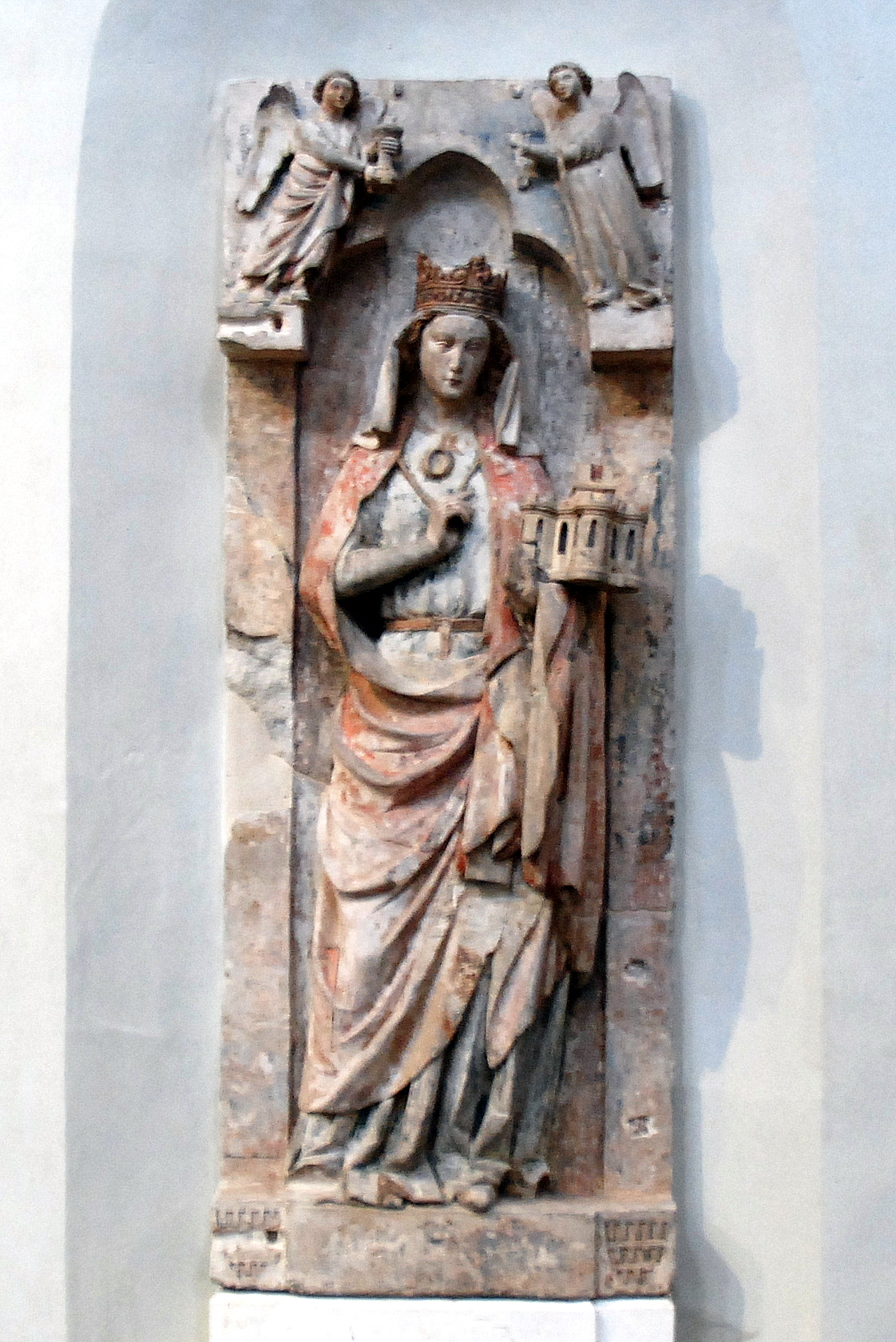
Epitaaf van Plectrudis (rond 1280) met een model van de kerk in haar hand
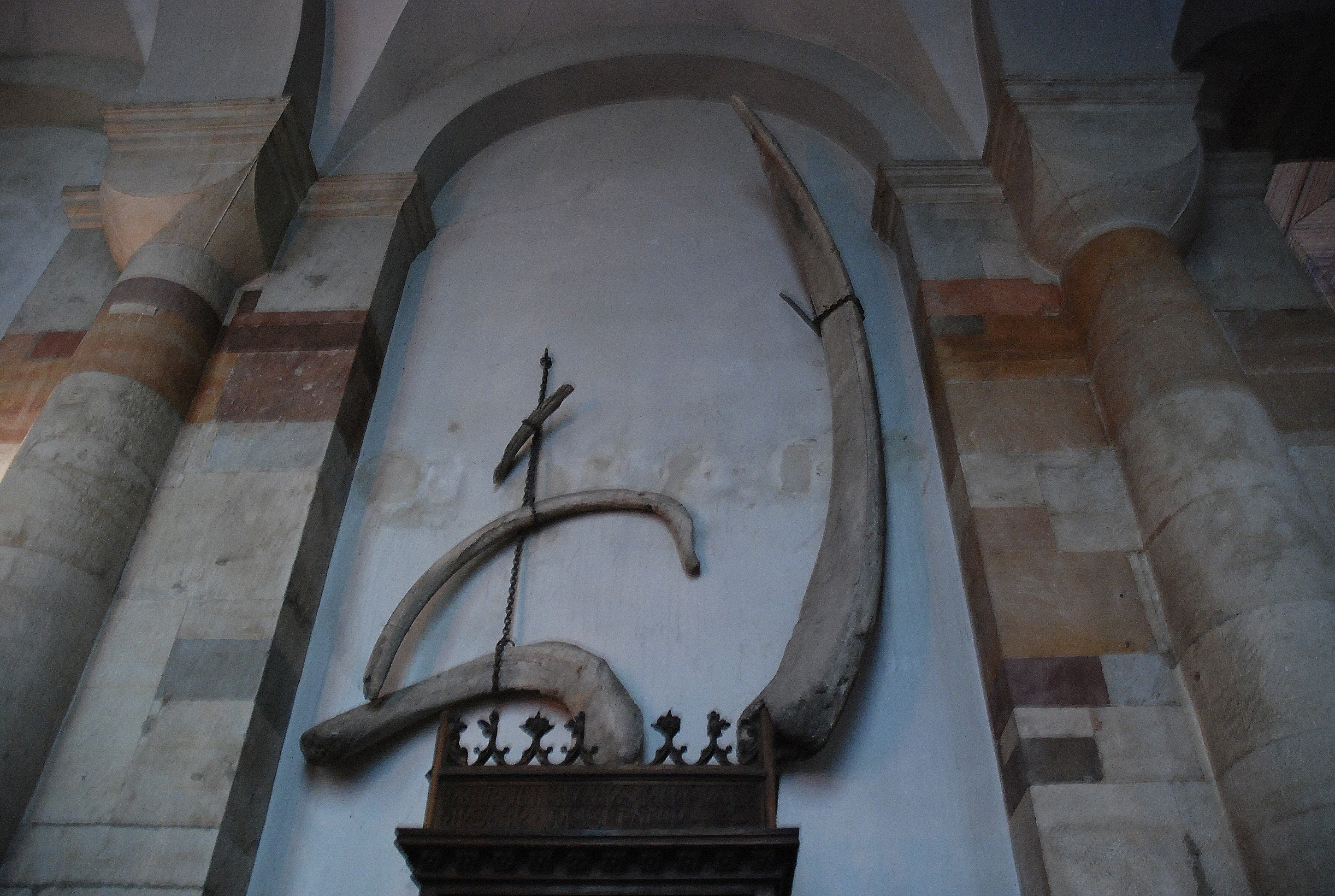
Het walvisgebeente